# Europiella pilosula
Europiella pilosula är en insektsart som först beskrevs av Philip Reese Uhler 1893.  Europiella pilosula ingår i släktet Europiella och familjen ängsskinnbaggar. Inga underarter finns listade i Catalogue of Life.